# Nerthus
Nerthus – germańska bogini płodności, urodzaju (Matka Ziemia) i zemsty (niektóre źródła podają, że również nocy), znana z Germanii rzymskiego historyka Tacyta.
Raz w roku kapłani w uroczystej procesji wokół wyspy będącej jej siedzibą obwozili jej posąg ukwieconym wozem zaprzężonym w parę białych krów; miało to zapewnić urodzaj w nadchodzącym lecie. Po procesji posąg był myty przez niewolników, których zabijano, co tłumaczono później jako oczyszczenie Nerthus po rytualnych godach.
Niektórzy badacze przypuszczają, że w czasach późniejszych bóstwo to przybrało męską formę, którego odpowiednikiem miałby być skandynawski bóg Njord.
Od błędnej interpretacji pisowni imienia owej bogini pochodzi nazwa niemieckiej drużyny piłkarskiej Hertha BSC